# Mühlhausen (Unna)
Mühlhausen ist eines der alten Hellwegdörfer am Nordabhang des Haarstrangs in Westfalen und seit 1968 zusammen mit Uelzen eine Ortschaft der Kreisstadt Unna. Es hat etwa 1400 Einwohner.
Es hat eine vorteilhafte Grenzlage: in den fruchtbaren Hellwegbörden zwischen Tiefland und Mittelgebirge am östlichen Rand des Ruhrgebiets. Seine Besonderheit sind die vielen Quellen und die damit verbundene artenreiche Natur.

## Lage und Landschaft
Die Gemarkung von Mühlhausen umfasst 551 Hektar und liegt zwischen 150 und 70 m hoch, die Ortsmitte bei 75 m. Durch ihre Lage zwischen Tiefland und Mittelgebirge ist sie besonders vielfältig und attraktiv. Sie erstreckt sich über drei naturräumliche Einheiten: Unterer Hellweg (nördlich des Dorfkerns), Oberer Hellweg und Haarstrang. Das Gebiet an den Hängen des Haarstrangs ist der Obere Hellweg, wo sehr fruchtbare Lössböden mit bis zu 80 Bodenpunkten (von 100 möglichen) liegen. Im Süden der Gemarkung, etwa auf der Höhe des Haarstrangs, verläuft eine der großen geographischen Grenzlinien Mitteleuropas: Nach Süden die Hügel des Sauerlandes als Teil des Rheinischen Schiefergebirges, nach Norden die Westfälische Bucht als Teil des Nordmitteleuropäischen Tieflandes. Vom Hang des Haarstrangs hat man einen beeindruckenden Blick ins nördliche Ruhrgebiet. Der „Mühlhauser Berg“ östlich des Dorfkerns gilt als einer der schönsten Aussichtspunkte im Kreis Unna.
Zu Spaziergängen und Radtouren lädt das südlich der B 1 gelegene Bimbergtal ein, das allerdings seit 1970 durch die Autobahn Dortmund–Kassel verlärmt wird, die mit einer gewaltigen Brücke das Tal überspannt. Lünerner und Kessebürener Bach durchfließen das ansonsten reizvolle Tal. Schon 1856 wurden hier bei Bohrungen Eisenerz und Kohle gefunden. Die Kohle, die sich überall unter Mühlhausen befindet, ist bis auf wenige Ausnahmen nicht abgebaut worden. Grund sind die geringe Mächtigkeit und steile Lage der Flöze, die vielen Verwerfungen und Wassereinbrüche. Die 1920 gleich hinter der Mühlhauser Grenze an der B 1 in Lünern abgeteufte Zeche Unna wurde daher nach vier Jahren schon wieder geschlossen. Die drei nicht mehr betriebenen Steinbrüche dort gewähren einen der seltenen Einblicke in die Kreide-Zeit vor 90 Millionen Jahren, als das Gebiet von der Ur-Nordsee bedeckt war. Es sind interessante Versteinerungen zu finden, vor allem die Muschel Inoceramus lamarcki. Aus dem Lehm im Bimbergtal wurden früher vor Ort die Backsteine für die Häuser in Mühlhausen gefertigt.

## Geschichte

### Entstehung
Mühlhausen wurde erstmals urkundlich um das Jahr 890 als Mulinhusun in einem Abgabenverzeichnis der Abtei (Essen-)Werden zusammen mit anderen Orten am Hellweg erwähnt: Im Brukterergau im Dorf Mulinhusun hat Folkbracht für eine halbe Hufe jährlich 10 Scheffel Gerste, 10 Scheffel Roggen, 8 Denare Heerschilling, 2 Scheffel Mehl zu leisten. Hierfür ist Salz zu kaufen.
Somit bestand damals schon ein Dorf mit einer Mühle (Mulin = Mühle, husun = hausen). Die Mühle dürfte Ende des 8. Jahrhunderts errichtet worden sein, nachdem die Franken, die bereits Wassermühlen kannten, unter Karl dem Großen 775/776 das Gebiet um Mühlhausen erobert hatten. Mit dem abgabepflichtigen Folkbracht taucht auch der erste namentlich bekannte Einwohner Mühlhausens auf. Bemerkenswert ist, dass er den Mönchen anstelle der üblichen Abgaben jährlich eine Wagenladung Salz zu liefern hatte. Wahrscheinlich kam das Salz aus Werl, wo schon mehrere Jahrhunderte vor Christus Salz gewonnen wurde.
Eine Ansiedlung hat im Bereich Mühlhausen weit früher bestanden. Dafür sprechen nicht nur die ideale Siedlungslage (in einer geschützten Talmulde mit Quellen am Fuß fruchtbarer Abhänge), die verkehrsgünstige Lage am „uralten“ Hellweg sowie die vielen auf frühe Besiedlung hinweisenden Bodenfunde in der Umgebung. Noch nicht ausgewertete archäologische Grabungen von Anfang 2015 im Indu-Park nahe der B 1 ergaben, dass dort schon um Christi Geburt Germanen lebten. Diese Ansiedlung müsste dann aber einen anderen Namen als Mulinhusun/Mühlhausen gehabt haben.

### Zeittafel
Um 890: Erste Erwähnung Mühlhausens.
ab 1243: Das Gebiet von und um Mühlhausen gehört zur Grafschaft Mark.
1283: Erste Erwähnung des Adelsgutes Borgmühl (als „Burgmolen“).
1317: Das Geschlecht der Ritter von Mühlhausen („van Molhuson“) taucht urkundlich auf.
1486: Das Schatzbuch der Grafschaft Mark nennt für „Moelhusen“ 22 Bauernhöfe.
1545: Einführung der Reformation.
1609: Mit dem Tod des letzten Grafen von der Mark fällt Mühlhausen in der Folge an Brandenburg/Preußen.
1681: Mühlhausen hat schon einen „Schulmeister“ und 1755 eine Schule.
1705: Das Dorf umfasst 31 steuerpflichtige Bauernhöfe und Kotten.
1810: Mühlhausen hat 320 Einwohner in 55 Häusern.
1818: Der am Dorf vorbeiführende historische Hellweg wird durch die „Kunststraße“ (heutige B 1) ersetzt.
1822–1834: Das meist als Viehweide gemeinsam genutzte Gemeindeland – vor allem die Mühlhauser Mark – wird unter den Dorfbewohnern aufgeteilt.
1828: Erste genaue Vermessung der Feldflur („Urkataster“).
1855: Als erste Eisenbahn wird die Linie Dortmund–Unna–Soest eröffnet, zwei weitere folgen 1867 und 1876.
1907: Mühlhausen wird an die Wasserleitung des Ruhrwasserwerks in Langschede angeschlossen.
1907–1910: Flurbereinigung („Separation“) zur Zusammenlegung von zersplitterten Einzelgrundstücken. Das Wegenetz von Mühlhausen bekommt hierbei weitgehend seinen heutigen Verlauf.
1912: Mühlhausen wird an das Elektrizitätsnetz angeschlossen.
10. April 1945: Einmarsch der Amerikaner. Bei den Kämpfen werden 17 Häuser stark beschädigt oder zerstört.
1. Januar 1968: Die bisher selbständige Landgemeinde (667 Einwohner) wird ein Ortsteil der Stadt Unna.
1970: Inbetriebnahme des Autobahnteilstücks Unna–Soest.
1997: Festsetzung des knapp 200 Hektar großen Naturschutzgebietes „Uelzener Heide/Mühlhauser Mark“.

### Einwohnerentwicklung
| Jahr | Einwohner |
| ---- | --------- |
| 1849 | 0505      |
| 1910 | 0665      |
| 1931 | 0601      |
| 1956 | 0682      |
| 1961 | 0655      |
| 1967 | 0674      |
| 1987 | 1404      |
| 2013 | 1396      |
| 2015 | 1403      |

### Historische Stätten

#### Mühle, Mühlpfad

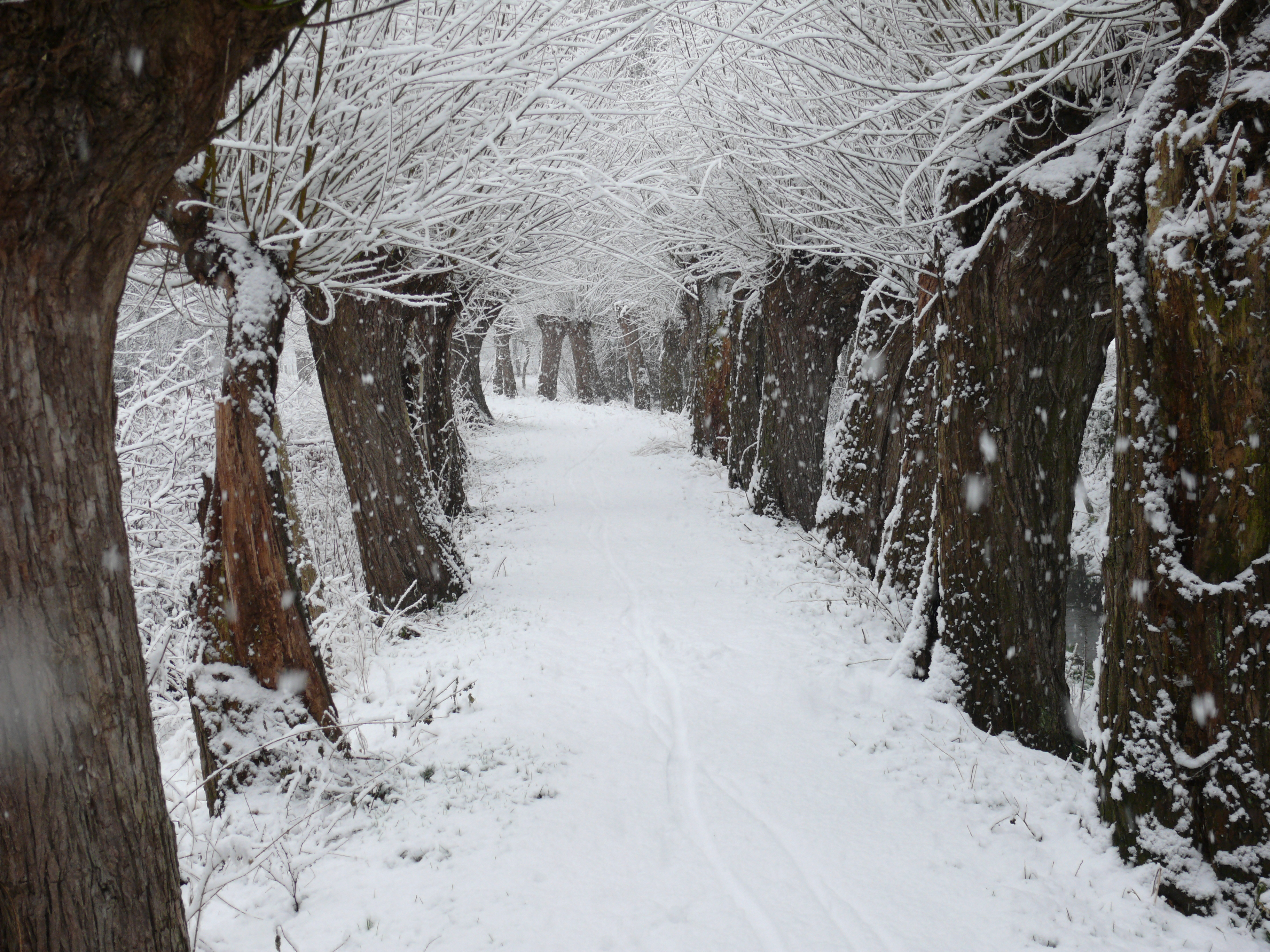
Mühlpfad im Winter

Die um 890 erstmals genannte Mühlhauser Mühle in der Dorfmitte (heutiger Bau von 1906) ist die älteste urkundlich nachweisbare Wassermühle Westfalens; sie war bis um 1950 in Betrieb. Die Bewohner von Mühlhausen sowie der Nachbarorte Uelzen, Lünern und Stockum mussten dort ihr Mehl mahlen lassen. In der Nähe der Mühle hatte das Rittergeschlecht der von Mühlhausen sein „Schloss“; Spuren hiervon sind nicht mehr zu erkennen. Es dürfte dort gestanden haben, wo sich heute die Wiesen der vom Mühlbach durchflossenen „grünen Mitte“ Mühlhausens ausbreiten.
Der 5 km lange Mühlbach, der früher auf seinem Weg zur Seseke bis zu fünf Mühlen antrieb und auf weite Strecken die Grenze zwischen Uelzen und Mühlhausen bildet, entspringt im Hof des Fachwerkhauses Heerener Str. 39, der bereits 1755 erwähnten Schule und des wohl ältesten Gebäudes von Mühlhausen. Von hier bis zur Mühle verläuft am Mühlbach entlang der idyllische Mühlpfad, der 2004 als Musterbeispiel für schützenswerte Alleen und Baumreihen landesweite Anerkennung fand. Am Ostende des Mühlpfads lag früher ein umfangreiches Wasserloch, der Kolk.

#### Folkbrachtstein

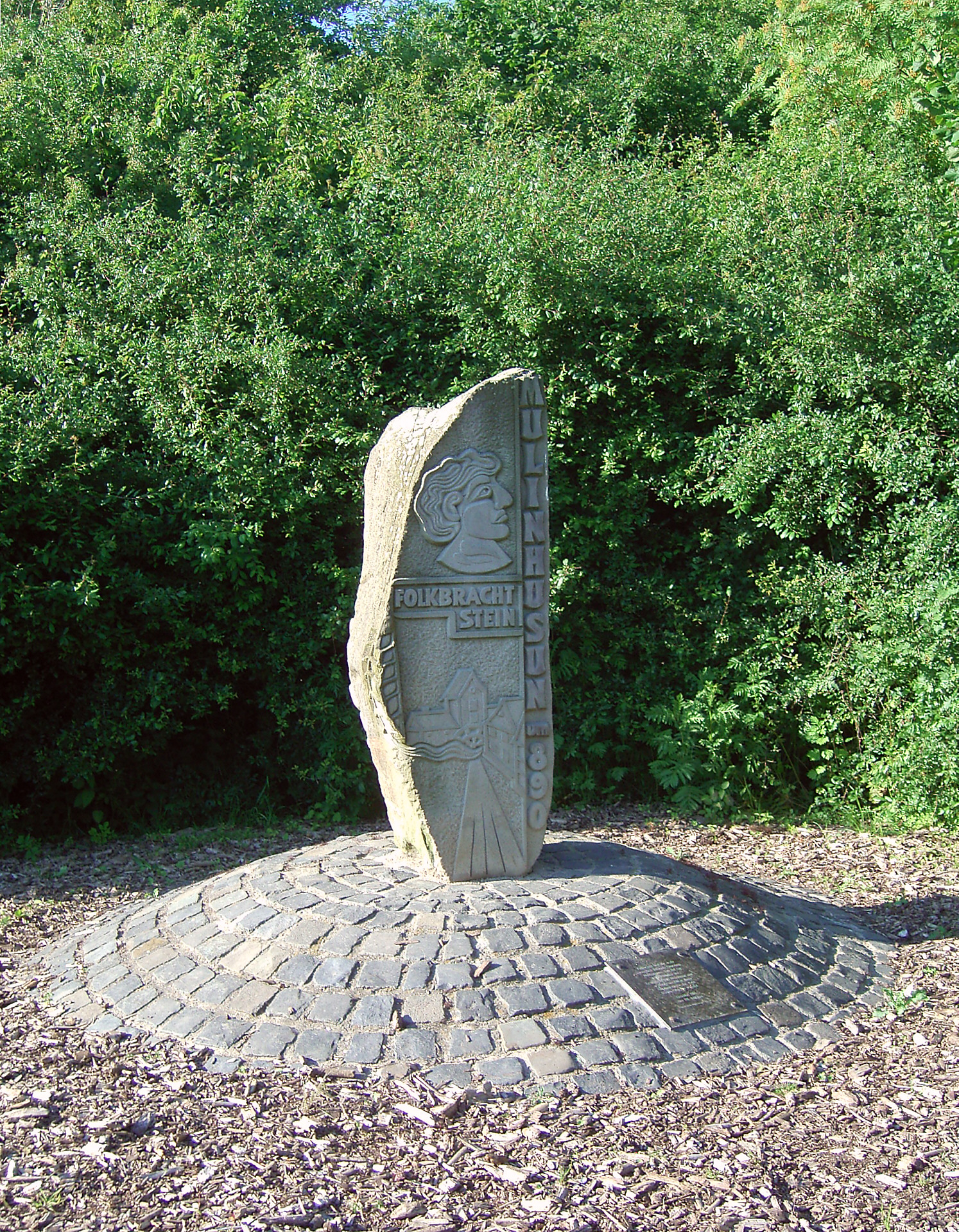
Der Folkbrachtstein

Nordöstlich des Dorfkerns am so genannten 1. Scheidtweg wurde 2001 zum 1111. Jubiläum der ersten Erwähnung Mühlhausens und seines ersten bekannten Einwohners vom Heimatverein Mühlhausen/Uelzen der „Folkbrachtstein“ errichtet. Er steht im Bereich seines vermutlichen Hofes, bei dem es sich sehr wahrscheinlich um den späteren Hof Schulze Wiehenbrauck handelt, der dort noch bis 1798 lag. Ganz in der Nähe wurde 1951 auf dem Weg eine römische Kupfermünze gefunden. Sie zeigt Kaiser Valentianus I., der von 364 bis 375 n. Chr. über den Westen des Römischen Reiches herrschte. Sein Konterfei auf der Münze ist auf dem Folkbrachtstein als Kopf des Folkbracht wiedergegeben. Etwa 150 m nordöstlich dieser Stelle wurde 1939 ein doppelkonisches Tongefäß aus der Zeit zwischen 400 und 450 n. Chr. entdeckt.

#### Borgmühl
Auf dem frei in der Feldflur nördlich Mühlhausen liegenden Gut Borgmühl (Eigentümer Wisselmann) war im 14. und 15. Jahrhundert die reich begüterte Ritterfamilie Sprenge ansässig, die aber schon im 15. Jahrhundert ausstarb. Ritter Meinrich Sprenge schenkte im 14. Jahrhundert der Unnaer Kirche einen silbernen Abendmahlskelch, der noch heute verwendet wird. Ganz in der Nähe lag die Ruine eines sagenumwobenen Turms, die aber 1867 beim Bau der dort vorbeiführenden Bahnlinie Unna–Hamm abgetragen wurde. Dabei wurden Urnen und römische Münzen gefunden. Wie der Name „Burgmühle“ besagt, lag nahebei am Mühlbach ehemals auch eine Mühle. Sie war aber schon 1755 „unbrauchbar“.

#### Denkmäler
In Mühlhausen stehen drei Denkmäler: Außer dem Folkbrachtstein das 1922 eingeweihte Denkmal für die Gefallenen des Ersten Weltkriegs an der Ecke Bruchstraße / Mühlhausener Dorfstraße, seit 2001 Denkmal für die Opfer der beiden Weltkriege. Weiterhin auf der Verkehrsinsel Heerener Straße/Abzweig Bruchstraße ein mit Kohlen beladener Förderwagen zur Erinnerung daran, dass jahrzehntelang Bergleute eine der stärksten Berufsgruppen des Dorfes bildeten.

## Verkehr
Mühlhausen ist von einem dichten überörtlichen Verkehrsnetz durchzogen. Der Hellweg, der südlich am Dorfkern vorbeiführt, war ehemals einer der bedeutendsten Verkehrswege Europas. Er dürfte schon um Christi Geburt als Fernverkehrsstraße existiert haben. Karl der Große baute ihn ab 775/776 aus. Kaiser, Könige, Soldaten und vor allem viele Kaufleute mit ihren Wagen zogen hier vorbei. Im Mittelalter war er Teil des weitverzweigten Jakobsweges nach Santiago de Compostela in Spanien. 1818 wurde die ausgefahrene, häufig morastige Trasse durch eine nahezu parallel verlaufende „Kunststraße“ ersetzt, nämlich eine Straße mit festem Untergrund, die heutige B 1. Anschließend sank der Hellweg zum Feldweg herab. Später nannte sich die neue Verkehrsverbindung Provinzialstraße. 1936 wurde sie Teil der Reichsstraße 1, die von Aachen bis Königsberg in Ostpreußen reichte. Parallel südlich der B 1 verlaufend wurde 1970 das betreffende Teilstück der Autobahn Dortmund–Kassel (A 44) in Betrieb genommen. Im Übrigen ist das Straßennetz weitestgehend zu einer Zeit entstanden, als es noch keinen motorisierten Verkehr gab. Insbesondere für den heutigen Schwerlastverkehr ist es nicht geeignet.
Am 24. März 2010 wurde die Trasse des historischen Hellwegs von der Altertumskommission für Westfalen, einer wissenschaftlichen Institution des Landschaftsverbandes Westfalen-Lippe (LWL), als Teil des westfälischen Jakobsweges von Höxter an der Weser nach Dortmund eröffnet und wird mit der gelben Muschel auf blauem Grund als Pilgerzeichen ausgeschildert.
Drei Eisenbahnlinien wurden durch die Mühlhauser Gemarkung gelegt. 1855 wurde parallel zum Hellweg die „Dortmund–Soester–Eisenbahn“ in Betrieb genommen, später „Hellweg–Eisenbahn“ genannt. Seit 1970 ist die Strecke elektrifiziert. Durch den Bau der Bahnlinie wurde die ursprüngliche Trasse des Hellwegs etwas nach Süden verschwenkt und führt seitdem an der Südseite des Bahndamms entlang. 1867 wurde im Westen der Gemarkung die Linie Hagen–Unna–Hamm als „Bergisch-Märkische Eisenbahn“ in Betrieb genommen. Es folgte 1876 im Norden die Linie Dortmund–Königsborn–Welver. Sie wurde 1968 stillgelegt und zu einem Wanderweg hergerichtet. Beim Anlegen der Bahndämme entstanden in weiten Bereichen mit Wasser gefüllte Schachtkuhlen, die heute wertvolle Rückzugsgebiete für Pflanzen und Tiere sind.

## Kirche, Schule
Eine eigene Kirche und einen eigenen Friedhof hat Mühlhausen nie gehabt. Es gehörte immer zum Kirchspiel Lünern, das 1545 (nach neueren Forschungen erst 1552/55) die Reformation einführte. 2003 erfolgte ein Zusammenschluss mit dem noch weiter östlich gelegenen Kirchspiel Hemmerde zur „Evangelischen Gemeinde Hemmerde-Lünern“. Seit 1979 besitzt Mühlhausen zusammen mit dem westlich angrenzenden Ortsteil Uelzen in der Osterfeldstraße ein evangelisches Gemeindehaus, das Philipp-Nicolai-Haus. Es ist benannt nach Philipp Nicolai, der von 1596 bis 1601 Pfarrer an der Unnaer Stadtkirche war und dort sein bestes Werk, den Freudenspiegel des ewigen Lebens mit den bekannten Liedern Wie schön leuchtet der Morgenstern und Wachet auf, ruft uns die Stimme schrieb. Ende 2015 ist es verkauft worden. Nach Umbau und Errichtung von Wohnungen wird in Zukunft ein Teil des Gebäudes der Gemeinde wieder zur Verfügung stehen. Die Katholiken Mühlhausens gehören zur katholischen Pfarrgemeinde Unna. Die Konfessionen teilen sich heute (Anfang 2006) wie folgt auf (in Klammern die Zahlen von 1960): Protestanten 46 % (86 %), Katholiken 30 % (13 %), Sonstige 25 % (1 %). 1885 war Mühlhausen noch zu 93 % evangelisch.
In der Osterfeldstraße steht auch die 1964 von Mühlhausen und Uelzen gemeinsam errichtete Volksschule. Heute fungiert sie als Grundschule (Herbst 2015: 140 Schüler, 9 Lehrer) mit jahrgangsübergreifender Schuleingangsphase, seit 2004 auch in Form der Offenen Ganztagsgrundschule, für die ein Anbau errichtet wurde.
In Mühlhausen stehen noch drei ausgediente Schulen, seinerzeit jeweils mit Lehrerwohnung:
1. Das Fachwerkhaus Heerener Str. 39, in dessen Hof der Mühlbach entspringt. Es hatte zeitweise 100 Schüler und war bis 1823 in Betrieb.
2. Das Fachwerkhaus in der heutigen Mühlhausener Dorfstr. 7, das von 1823 bis 1911 als Schule diente. Später wohnte darin der Dorfpolizist. 1945 wurde es durch Bomben teilweise zerstört.
3. Das 1911 errichtete Gebäude am Mühlhauser Berg 5 (heute Landmaschinen Rippel), das von 1911 bis 1964 in Funktion war.

Neben der Schule steht in der Osterfeldstraße der 1978 fertiggestellte und 1993 erweiterte Kindergarten Vorstadtstrolche, inzwischen weiterentwickelt zum Familienzentrum mit heute (Anfang 2016) gut 100 Kindern in fünf Gruppen, davon etwa 20 in der Tagesstätte.

## Vereine
Mühlhausen ist durch ein reges Vereinsleben eng verbunden mit dem westlich angrenzenden Dorf Uelzen. Die Presse spricht häufig von beiden als dem „Doppeldorf“. Die vielen örtlichen Vereine und Organisationen – rund 20 – erstrecken sich nämlich jeweils auf beide Dörfer. Bis zu Beginn des 20. Jahrhunderts hatte Mühlhausen immer etwa doppelt so viele Einwohner wie Uelzen. Dann wuchs Uelzen stärker und ist seit Anfang 2006 durch ein Neubaugebiet sogar größer als Mühlhausen (Anfang 2009: Uelzen 1825 Einwohner, Mühlhausen 1476).
Obwohl das Doppeldorf erstmals Anfang 2005 die Dreitausender-Marke knapp überschritt (Anfang 2009: 3301) und die Vereine entsprechend klein sind, waren einige außergewöhnlich erfolgreich: So spielt der 1949 gegründete Spiel- und Sportverein Mühlhausen-Uelzen (SSV) schon seit 1980 in der Fußball-Landesliga, von 1981 bis 1985 sogar in der Verbandsliga und dies wieder seit Mai 2008, jetzt Westfalenliga genannt. Er ist auch bekannt für seine breite und erfolgreiche Kinder- und Jugendarbeit („Internationale Mühlbachturniere“; C-Junioren wurden 2005/6 Kreismeister mit 26 Siegen in 26 Spielen bei 222:10 Toren). Der 1910 gegründete Turnverein Mühlhausen-Ülzen (TV) hat heute seinen Schwerpunkt im Kinder- und Jugendsport (über 50 % der Mitglieder); seine Damen-Völkerball-Mannschaft war dreimal Deutscher Turnfestmeister. Von der Kyffhäuserkameradschaft Mühlhausen-Uelzen wurde Gerda Altenstein 1988 und 1991 Einzelsiegerin im Bundesschießen mit dem Luftgewehr. Der 1867 gegründete „Sängerbund“ kann auf zahlreiche gefeierte Konzerte zurückblicken, auch überregional und international, einige mit den drei „German Tenors“. Der 1985 gegründete Verein für Heimat- und Natur arbeitete in zahlreichen Veröffentlichungen die Vergangenheit des Doppeldorfes auf und machte Unna durch seine Aktivitäten im Naturschutz überregional bekannt. 1997 verlieh ihm die Evangelische Kirche von Westfalen den „Förderpreis Konziliarer Prozeß“ für seine „beispielhafte Arbeit zur Bewahrung der Schöpfung“. 2005 erhielt er den „Herbert-Tegenthoff-Preis“ der FDP Unna für hervorragendes bürgerschaftliches Engagement.

## Natur und Naturschutz
Nahezu einzigartig im Lande sind die Gemarkungen von Mühlhausen und Uelzen wegen der vielen Quellen, die dort am Fuß des Haarstrangs entspringen. Daher auch ihr anderer Beiname „Quellendörfer“. Nach Paderborn, dem Quellgebiet der Pader, dürften sie das Gebiet mit den meisten Quellen in Nordrhein-Westfalen sein; es sind etwa 40. Sieben Bäche durchqueren oder begrenzen ihre Feldflur: Mühlbach, Storksbach (mit einem Nord- und Südarm) Ahlbach, Kortelbach, Höinger Bach, Lünerner Bach und Kessebürener Bach. Vor allem wegen dieses Wasserreichtums und der dadurch bedingten Feuchtgebiete wurde 1997 das Naturschutzgebiet „Uelzener Heide – Mühlhauser Mark“ in der Größe von knapp 200 Hektar errichtet. Schon 1989 war als erstes Naturschutzgebiet auf Unnaer Boden das „Quell- und Feuchtgebiet Mühlhausen“ mit 16 Hektar festgesetzt worden. Am 23. September 2008 wurde der Landschaftsplan „Unna“, der die Verbesserung von Landschaft und Natur zum Ziel hat, einstimmig vom Kreistag verabschiedet. In Mühlhausen/Uelzen wurden schon im Vorgriff hierauf eine Anzahl Maßnahmen umgesetzt.

### Landkauf
Der Heimatverein Mühlhausen/Uelzen zusammen mit dem NABU (Naturschutzbund Deutschland) Kreis Unna erwarb im Bereich der beiden Dörfer mit Hilfe vieler Spenden 14 Grundstücke von insgesamt über 23 ha und richtete sie für den Naturschutz her; zusätzlich wurden Flächen angepachtet. Hierauf wurden über 2,5 km Feldhecken gepflanzt, sechs größere Naturteiche geschaffen und fast 600 m verrohrte Quellen wieder freigelegt. Auch der Regionalverband Ruhr, der Kreis Unna und die Stadt Unna kauften Flächen für die Natur. Zusammen mit der Stadt Unna wurden Wegränder bepflanzt. Die Landschaft dort, deren natürliche Erholungseignung noch 1973 von Landschaftsplanern als sehr gering eingestuft wurde, hat sich hierdurch nachhaltig zum Positiven verändert und gehört heute zu den schönsten in Unna. Schon 1992 erhielten die beiden Dörfer beim Wettbewerb „Unser Dorf soll schöner werden“ je einen Sonderpreis für die Leistungen im Natur- und Landschaftsschutz.

### Laubfrösche, Libellen
Inzwischen hat dort der in Nordrhein-Westfalen (NRW) „stark gefährdete“ Laubfrosch seine größte Population im Kreis Unna; 2004 wurden 550 rufende Männchen gezählt. Es ist eines der großen Vorkommen von ganz NRW. Auch die Erdkröte weist dort, vor allem dank der über 20-jährigen Aktivitäten der „Krötenschutzgruppe“ der Volkshochschule Unna, erhebliche Bestandszahlen auf: 1995 wurden am stillgelegten Bahndamm etwa 2,5 km nordöstlich von Mühlhausen 7.224 Exemplare gezählt. Danach gingen die Zahlen zurück; dafür fand man an anderen Stellen mehr.
Die neu angelegten Kleingewässer zogen viele Libellen an. In den letzten Jahren wurden in Mühlhausen insgesamt 28 Libellenarten festgestellt, darunter die in NRW „stark gefährdeten“ Arten Kleine Binsenjungfer und Winterlibelle. Der seltene Kammmolch ist häufig anzutreffen. Im Quellgebiet von Mühlhausen/Uelzen befindet sich der größte Schilfbestand im Kreis Unna und darüber hinaus das größte Vorkommen der essbaren Brunnenkresse (Nasturtium sterile) von ganz Westfalen.

### Tag der Weide
Eine der meistbeachteten Naturschutzaktivitäten ist der „Tag der Weide“, der seit 1980 am 1. Samstag im Jahr stattfindet und dem Erhalt der Weidenbäume dient. Damit sie nicht auseinanderbrechen, werden sie alle vier bis sechs Jahre „geschneitelt“ (= gestutzt). Daneben sind in den letzten 20 Jahren über 400 Weiden in Mühlhausen/Uelzen neu gepflanzt worden.
Sieben alte Bäume unterschiedlicher Art stehen als Naturdenkmale unter besonderem Schutz, die meisten im Bereich des ehemaligen Rittergutes Haus Heyde im Nordwesten von Uelzen. Dazu kommen 21 alte Exemplare der seltenen Echten Schwarz-Pappeln, von denen im Jahre 2006 in ganz NRW nur 505 bekannt waren.
Eine besondere Rolle bei all den Naturschutzaktivitäten spielt die „Ökozelle“ am westlichen Dorfrand von Mühlhausen. 1981 rein privat auf Pachtland eingerichtet, wurde sie nach und nach auf gut ein Hektar vergrößert mit zwei Naturteichen und einem langen Quellbach. Sie entwickelte sich zum Experimentierfeld, Anschauungsobjekt und Treffpunkt der im Naturschutz Engagierten. Viele Schulklassen und Gruppen unterschiedlichster Art, selbst aus dem Ausland, holten sich hier Impulse und Anregungen. Viele Male berichteten die Medien darüber.

## Sonstiges
Von 1935 bis 1965, nur unterbrochen durch Kriegs- und Nachkriegsjahre, wohnte und wirkte der Maler Carl Heuer am Mühlhausener Hellweg.
Ein Stückchen Heimaterde aus Mühlhausen ruht seit dem Jahr 2000 zusammen mit Erde aus anderen deutschen Landen, die Abgeordnete aus ihrem Wahlkreis mitgebracht haben, im Berliner Reichstagsgebäude. Sie ist dort in einem hochbeetartigen Kasten Teil eines Kunstwerks mit dem Schriftzug „Der Bevölkerung“.